# Еласы
Ела́сы (мар. Йоласал) — село в Горномарийском районе республики Марий Эл, центр Еласовского сельского поселения.

## Географическое положение
Село Еласы расположено в 25 км от районного центра Козьмодемьянска на правом берегу реки Большая Юнга.

## История
Впервые в документах село упоминается в 1702 году как деревня Эласова, но известно, что в XVI—XVIII веках село являлось составной частью общины-деревни «Большая Юл Шудермара» Акпарсовой сотни.
С 1918 года село было центром сельского совета и волости, в 1924—1931 центром одноимённого района Козьмодемьянского кантона, в 1936—1959 годах — Еласовского района, в 1931—1936 годах и с 1959 года — центром одноимённого сельского совета Горномарийского района.

## Численность населения
| 2002 | 2010 | 2013 | 2014 |
| ---- | ---- | ---- | ---- |
| 568  | ↘539 | ↗551 | ↘536 |

Гендерный состав
По состоянию на 1 января 2001 года, в селе Еласы было 227 дворов, в том числе 12 пустующих; численность населения 555 человек (220 мужчин и 335 женщин).

## Экономика
Основным предприятием села является СПК «Еласовский» с численностью работающих 13 человек. Основными занятиями местных жителей являются земледелие, животноводство и различные промыслы.